# Мереминский, Станислав Григорьевич
Станисла́в Григо́рьевич Мереми́нский (род. 14 мая 1981, Москва) — российский историк, кандидат исторических наук. Кроме научной деятельности, известен как участник телевизионных интеллектуальных игр «Что? Где? Когда?» и «Своя игра».

## Биография
Родился 14 мая 1981 года в Москве. До 16 лет жил в городе Пущино Московской области.
В 2002 году окончил исторический факультет МГУ.
Работал заведующим редакцией всеобщей истории в «Большой Российской энциклопедии», совмещая эту работу с должностью старшего научного сотрудника Института всеобщей истории РАН и доцента кафедры всеобщей истории РАНХиГС.
В 2018 году вместе с Николаем Крапилем принимал участие в телеигре «Кто хочет стать миллионером?». Выигрыш пары составил 800 000 рублей.
Является левшой. Женат на журналистке Екатерине Мереминской, также известной по играм в телеклубе «Что? Где? Когда?». Есть сын Дмитрий.
В 2022 году осудил вторжение России в Украину и переехал в Эстонию.

## «Своя игра»
Дебютировал в телевикторине «Своя игра» в 1997 году, ещё будучи школьником. Одержал победу в первых своих двух играх.
В первой же игре «Кубка вызова» 2001 года выбил из команды гроссмейстеров четырехкратного чемпиона «Своей игры» Александра Либера. Также в качестве претендента принимал участие в «Кубке вызова» в 2002 году (также одержал победу и выбил из ложи Якова Подольного) и в 2003 году (проиграл Александру Друзю).
В 2004 году дошёл до финала Юбилейных игр, но занял только третье место (победитель — Анатолий Вассерман). В 2005 году стал финалистом 2-го полугодия, заняв второе место, уступив Андрею Жданову. В 2006 году трижды выходил в финал цикла золотой дюжины, один раз одержал победу. В конце 2006 года играл в финале года, где снова год спустя уступил Андрею Жданову. В 2008 году вновь вышел в финал игр года, но опять занял лишь второе место, уступив на этот раз Андрею Чернявскому.
В финале Юбилейных игр 2009 года одержал победу, опередив занявшего второе место Дмитрия Борока всего на 1 балл. В 2014 году снова принял участие в юбилейных играх и занял в финале 2-е место, уступив Максиму Руссо.
Вплоть до 2014 года провёл 64 игры, в 38 из которых одержал победу.

## «Что? Где? Когда?»
Дебютировал в телеклубе «Что? Где? Когда?» в 2006 году в составе команды Сергея Виватенко. Команда одержала победу в отборочной игре зимней серии и вышла в финал года, где уступила телезрителям со счетом 3:6. Мереминский за две игры трижды отвечал на вопросы, но все три раза дал неверный ответ.
В 2017—2021 годах играл за команду Алеся Мухина. Также сыграл в составе сборной под руководством Инны Семеновой, провел одну игру под капитанством Алёны Повышевой, кроме того, в зимней серии 2020 года сыграл в команде, капитаном которой был Николай Крапиль (первая из упомянутых игр была специгрой, а в двух других Алесь Мухин не смог появиться из-за СОVID-19).
Во второй игре зимней серии 2018 года выиграл раунд «Суперблиц», правильно ответив на три вопроса подряд. Празднуя победу, ударил по зеркальному игровому столу, из-за чего зеркало разбилось, а Станислав поранил руку.
В 2020 году публично поддержал Максима Поташёва, выразившего несогласие с официальной позицией телекомпании «ТВ-Игра» по поводу знатока и тренера детских команд Михаила Скипского, обвинённого в сексуальных домогательствах к несовершеннолетним школьницам.
После победы в финальной игре 2020 года вместе с остальными участниками команды Алеся Мухина стал обладателем приза «Хрустальная сова».
Всего провёл в клубе 17 игр, 10 из которых завершились победой знатоков. В 4 играх признавался лучшим игроком. C 2022 года не играет в клубе.

## Спортивное «Что? Где? Когда?»
Активный игрок в спортивную версию игры «Что? Где? Когда?». Играет за команду «Ксеп», большинство игроков которой (Григорий Алхазов, Юлия Архангельская, Николай Крапиль, Илья Новиков, Эльман Талыбов) также в разное время выступали в телеклубе в составе команды Алеся Мухина.
В составе команды «Ксеп» (также выступавшей под названием «Tenzor Consulting») — трехкратный чемпион России (2002, 2013, 2014) и чемпион мира (2014).
В 2018 году был избран в ревизионную комиссию Международной ассоциации клубов «Что? Где? Когда?» (МАК).
Автор вопросов и редактор множества турниров по спортивной версии игры «Что? Где? Когда?», в том числе неоднократно редактировал вопросы для чемпионатов России среди студенческих команд.

## Научная деятельность
Кандидат исторических наук (2007). Тема диссертации: «Формирование английской исторической традиции во 2-й пол. XI — 1-й пол. XII вв.»
Автор ряда статей в «Православной энциклопедии». Автор ряда статей в «БРЭ»
Автор и переводчик более 50 научных работ.